# Urva semitorquata
Urva semitorquata is een zoogdier uit de familie van de mangoesten (Herpestidae). De wetenschappelijke naam van de soort werd voor het eerst geldig gepubliceerd door Gray in 1846.

## Voorkomen
De soort komt voor op het eiland Borneo.